# Oda Nobutoki
Oda Nobutoki (織田 信時?; ... – luglio 1556) fu un samurai giapponese del periodo Sengoku appartenente al clan Oda della provincia di Owari. Era fratellastro di Oda Nobunaga e fratello di Oda Nobuhiro, e tutti e tre avevano lo stesso padre. Venne adottato successivamente dallo zio Oda Nobuyasu.
Il 10 maggio 1555 Nobunaga prese il controllo del castello di Kiyosu e iniziò a usarlo come residenza personale. Dette la sua precedente residenza, il castello di Nagoya a suo zio Oda Nobumitsu, governatore del castello di Moriyama, il quale lo aveva precedentemente supportato. A sua volta Nobumitsu dette il controllo del castello di Moriyama a Oda Nobutsugu.
Il mese successivo, 26 giugno, Nobutsugu uccise il sesto fratello minore di Nobunaga, Oda Hidetaka, che stava cavalcando presso il fiume Shōnai vicino al castello di Moriyama. Sia Nobunaga che suo fratello Oda Nobuyuki, cercarono di prendere il controllo del castello ma Sakuma Nobumori intervenne per mantenere la pace. A Nobutoki fu concesso di muovere le proprie forze e prendere il controllo del castello.
Nobutoki commise seppuku tra luglio 1555 e inizio 1556.